# Габес
Габес (на арабски: قابس -‎ Qābis, Кабис) е град в Южен Тунис, административен център на област Габес.

## География
Разположен е на брега на Габеския залив – най-големия в страната, на Средиземно море.
Населението на града е 145 787 души според преброяването от 2014 г.

## Икономика
Габес е сред най-големите индустриални градове в Тунис. Има изключително развита химична промишленост. Произвежда цимент. Развити са маслодобивът, риболовът и ловът на сюнгери. Изнася зехтин, вина, фурми и кожи. Има пристанище и университет.

## Побратимени градове
- Линц, Австрия